# 沈作喆
沈作喆（?—?），字明遠，自號寓山，湖州德清縣（今浙江德清縣）人。
秦檜黨人沈該之侄。紹興五年（1135年）進士。 紹興十一年（1141年），任岳飛幕僚。岳飛罷官後，任江右漕屬，绍兴三十一年（1161年）作《哀扇工》詩反映民間疾苦，掇怒洪州知州魏道弼（魏良臣），劾之，降三官。後曾出使金朝。著有《寓簡》。